# Lópezit
Lópezit (IMA-Symbol Lpz) ist ein sehr selten vorkommendes Mineral aus der Mineralklasse der „Sulfate (einschließlich Selenate, Tellurate, Chromate, Molybdate und Wolframate)“ mit der chemischen Zusammensetzung K2[Cr2O7] und damit chemisch gesehen Kaliumdichromat.
Lópezit kristallisiert im triklinen Kristallsystem, konnte jedoch bisher nur in Form von ballähnlichen, orangeroten bis roten Mineral-Aggregaten bis etwa einen Millimeter Durchmesser gefunden werden. Synthetisch gezogene Kaliumdichromat-Kristalle können allerdings auch mehrere Zentimeter groß werden. Das Mineral ist durchsichtig mit einem harz- bis glasähnlichen Glanz auf den Oberflächen.

## Etymologie und Geschichte
Synthetisch erzeugtes Kaliumdichromat war bereits im 19. Jahrhundert bekannt.
Als natürliche Bildung wurde die Verbindung erstmals in Nitratvorkommen aus Oficina Maria Elena in der Provinz Tocopilla (Antofagasta) und aus Oficina Rosario de Huara (Kommune Huara) in der Provinz Tamarugal (Tarapacá) in Chile entdeckt. Mark C. Bandy hatte 1935 mehrere Monate damit verbracht, Mineralproben für das Smithsonian Institution (ehemals United States National Museum) und das Mineralogische Museum der Harvard University an verschiedenen Orten in Chile zu sammeln. Er veröffentlichte 1937 seine Untersuchungsergebnisse und die Erstbeschreibung des neu entdeckten Minerals, das er nach Emiliano López Saa (1871–1959) benannte, einem chilenischen Bergbauingenieur und Mineraliensammler aus Valparaíso mit enger Verbindung zum dortigen Nitratbergbau. Emiliano López Saa war zudem ehemaliger Universitätsprofessor, dem im Dezember 1951 mit 83 Jahren vom chilenischen Ingenieurinstitut die Goldmedaille und das Ehrendiplom für seine herausragenden beruflichen Verdienste überreicht wurde.
Das Typmaterial des Minerals wird im National Museum of Natural History (NMNH) in Washington, D.C. unter der Katalog-Nummer C05487 aufbewahrt.
Lópezit war bereits lange vor der Gründung der International Mineralogical Association (IMA) bekannt und als eigenständige Mineralart anerkannt. Damit hätte Lópezit theoretisch den Status eines „grandfathered“ Mineral. In der Erstbeschreibung und den meisten älteren Fachpublikationen ist allerdings die Schreibweise des Mineralnamens nur ohne das zum ‚o‘ gehörenden Akut des Namenspatrons López zu finden, was nicht mit den seit 1998 geltenden Vorgaben zur Mineralbenennung der IMA entspricht. Daher wurde 2007 auf Initiative von Joseph Anthony Mandarino hin die Schreibweise des Namens entsprechend angepasst und dies mit der 2008 erfolgten Publikation Tidying up Mineral Names: an IMA-CNMNC Scheme for Suffixes, Hyphens and Diacritical marks bestätigt. Da dies automatisch eine nachträgliche Ankerkennung für den Lópezit bedeutete, wird das Mineral seitdem in der „Liste der Minerale und Mineralnamen“ der IMA unter der Summenanerkennung „2007 s.p.“ (special procedure) geführt.

## Klassifikation
Bereits in der veralteten 8. Auflage der Mineralsystematik nach Strunz gehörte der Lópezit zur Mineralklasse der „Sulfate, Chromate, Molybdate, Wolframate“ und dort zur Abteilung „Chromate“, wo er als einziger Vertreter in der Gruppe „Lópezit“ mit der Systemnummer VI/E.03 steht.
In der zuletzt 2018 überarbeiteten Lapis-Systematik nach Stefan Weiß, die formal auf der alten Systematik von Karl Hugo Strunz in der 8. Auflage basiert, erhielt das Mineral die System- und Mineralnummer VI/F.05-010. Dies entspricht ebenfalls der Abteilung „Chromate [CrO4]2−“, wo Lópezit als einziges Mineral eine unbenannte Gruppe mit der Systemnummer VI/F.05 bildet.
Die von der International Mineralogical Association (IMA) zuletzt 2009 aktualisierte 9. Auflage der Strunz’schen Mineralsystematik ordnet den Lópezit in die Klasse der „Sulfate (Selenate, Tellurate, Chromate, Molybdate und Wolframate)“ und dort in die Abteilung „Chromate“ ein. Hier ist das Mineral in der Unterabteilung „Dichromate“ zu finden, wo es als einziges Mitglied eine unbenannte Gruppe mit der Systemnummer 7.FD.05 bildet.
In der vorwiegend im englischen Sprachraum gebräuchlichen Systematik der Minerale nach Dana hat Lópezit die System- und Mineralnummer 35.02.01.01. Das entspricht der Klasse der „Sulfate, Chromate und Molybdate“ und dort der Abteilung „Wasserfreie Chromate“. Hier findet er sich innerhalb der Unterabteilung „Wasserfreie Chromate mit (A+)2X2O7“ als einziges Mitglied in einer unbenannten Gruppe mit der Systemnummer 35.02.01.

## Chemismus
In der idealen stoffreinen Zusammensetzung von Lópezit (K2Cr2O7) besteht das Mineral im Verhältnis aus je zwei Teilen Kalium (K) und Chrom (Cr) sowie sieben Teilen Sauerstoff (O). Dies entspricht einem Massenanteil (Gewichtsprozent) von 26,58 Gew.-% K, 35,35 Gew.-% Cr und 38,07 Gew.-% O.

## Kristallstruktur
Lópezit kristallisiert in der triklinen Raumgruppe P1 (Raumgruppen-Nr. 2) mit den Gitterparametern a = 13,37 Å; b = 7,38 Å; c = 7,45 Å; α = 90,7°; β = 96,2° und γ = 98,0° sowie vier Formeleinheiten pro Elementarzelle.
Die Kristallstruktur von Lópezit besteht aus zwei CrO4-Tetraedern, die über ein gemeinsames Sauerstoffatom zu [Cr2O7]2−-Ionen verbunden sind. Diese wiederum werden durch Kalium-Kationen über gemeinsam genutzte Sauerstoffatome zusammengehalten.
| Kristallstruktur von Lópezit |
| --- |
| - mit Blickrichtung parallel zur a-Achse - mit Blickrichtung parallel zur c-Achse - räumliche Darstellung in der kristallographischen Standardausrichtung - größerer Ausschnitt als Polyeder-Modell |
| Farblegende: 0 _ K 0 _ Cr 0 _ O |

## Eigenschaften
Lópezit ist leicht löslich in Wasser, wobei sich eine orangefarbene Lösung bildet.

## Bildung und Fundorte
Lópezit bildet sich sekundär in Hohlräumen von Nitratgesteinen (auch Salpeter, „Caliche“). An seiner Typlokalität Maria Elena trat das Mineral in Paragenese mit Dietzeit, Tarapacáit und Ulexit auf.
Von dem sehr seltenen Mineral sind weltweit bisher weniger als 10 Vorkommen dokumentiert. Zu diesen gehören neben seinen Erstfundorten Maria Elena in Tocopilla (Antofagasta) und Rosario de Huara in Tamarugal (Tarapacá), Chile noch eine unbenannte Lagerstätte in der Kommune Huara sowie die Lagerstätte Zapiga bei Iquique (beide ebenfalls Tarapacá, Chile) sowie die Cominco-Pb-Zn-Schlackenfundstelle bei Trail in der kanadischen Provinz British Columbia und die Waterberg-Lagerstätte nahe Mookgophong in der südafrikanischen Provinz Limpopo.

## Verwendung
Aufgrund seiner extremen Seltenheit hat Lópezit als Rohstoff keine Bedeutung. Die künstlich hergestellte Verbindung Kaliumdichromat hat dagegen viele Verwendungsmöglichkeiten unter anderem als verbreitetes Oxidationsmittel sowie in der Gerberei, der Galvanoplastik und zur Herstellung von Chromschwefelsäure.